# Ayako Sono
Ayako Sono (曽野 綾子 ou 曾野 綾子, Sono Ayako, née le 17 septembre 1931 à Tokyo et morte le 28 février 2025 dans la même ville) est une écrivaine japonaise catholique.

## Biographie

### Carrière
Elle fréquente l'université du Sacré-Cœur (ja) à Tokyo après l'école élémentaire. Elle est baptisée à l'âge de 17 ans. Au cours de la Seconde Guerre mondiale, elle est évacuée à Kanazawa. Après avoir écrit pour les fanzines La Mancha et Shin-Shicho (新思潮 : « Nouvelle pensée »), elle est recommandée par Masao Yamakawa, critique renommé de l'époque, à la revue littéraire Mita Bungaku, pour laquelle elle écrit Enrai no kyaku tachi (遠来の客たち : « Visiteurs du lointain »), l'une des histoires présélectionnés pour le prix Akutagawa en 1954. 
En 1953, elle épouse Shumon Miura (三浦 朱門), un des membres du Shin-Shicho.
L’appellation « ère des bas bleus » (才女時代 : Saijo-Jidai) par l'écrivain et critique Yoshimi Usui décrit de façon marquante l'intense productivité des écrivaines dont Sono ou Sawako Ariyoshi — l'une de ses contemporaines.
Dans l'histoire de la littérature japonaise, Sono appartient à la catégorie dite de la « troisième génération » et dans laquelle on retrouve les noms de Shūsaku Endō, Shōtarō Yasuoka, Junnosuke Yoshiyuki, Nobuo Kojima, Junzō Shōno, Kondō Keitarō, Hiroyuki Agawa, Shumon Miura, Tan Onuma et Toshio Shimao.

### Mort
Ayoko Sono meurt à Tokyo le 28 février 2025 à l’âge de 93 ans.

## Ouvrages

### Romans
Ses principaux romans sont : 
- Tamayura (たまゆら : Transience), qui met en scène la vie quotidienne nihiliste de l'homme et de la femme
- Satō-gashi-ga-kowareru-toki (砂糖菓子が壊れるとき : When a Sweetmeat Breaks), d'après Marilyn Monroe et adapté dans un film avec Ayako Wakao (IMDb)
- Mumeihi (無名碑 : « Un monument sans nom »), représentant les chantiers de construction du barrage de Tagokura et du réseau routier asiatique
- Kizu-tsuita-ashi (傷ついた葦 : « Roseau meurtri »), qui décrit dans un style particulièrement sec la vie d'un prêtre catholique
- Kyokō-no-ie (虚構の家 : « La Maison de la fiction »), meilleure vente représentant la violence domestique
- Tarō monogatari (太郎物語 : « Histoire de Taro »), qui met en scène son fils comme protagoniste
- Kami-No-Yogoreta-Te (神の汚れた手 : « Les Mains souillées de Dieu », traduit en anglais par The Watcher from the Shore  (ISBN 0-87011-938-9), sur le thème de l'avortement et de la dignité des problèmes de la vie, avec un gynécologue comme protagoniste
- Tenjō-no-ao (天上の青 : Heavenly Blue, traduit en anglais par No Reason for Murder  (ISBN 4-925080-63-6), roman policier basé sur un véritable cas de meurtres et de viols en série par un nommé Kiyoshi Ōkubo. Tentative de description de l'extrême de l'amour
- Kyō-ō-Herode (狂王ヘロデ : « Hérode le fou »), qui met en scène la moitié de la vie d'Hérode Ier le Grand, célèbre pour l'épisode biblique du massacre des Innocents, à travers l’œil d'un joueur de luth muet appelé Ana (« Trou »).
- Aika (哀歌 : Lamentations), rapport de l'expérience dramatique d'une nonne Haruna, confrontée avec le génocide Rouandais.

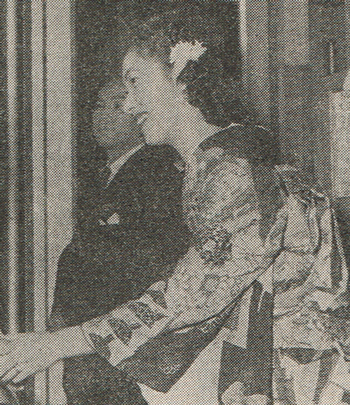
Sono le jour de son mariage, octobre 1953.

### Nouvelles
- Nagai-kurai-fuyu (長い暗い冬 : « Long et sombre hiver »), chef-d’œuvre souvent reproduit dans les anthologies
- Rakuyō-no-koe (落葉の声 : « La Voix des feuilles qui tombent »), qui rapporte la fin du père Maximilien Kolbe
- Tadami-gawa (只見川 : « La rivière Tadami »), qui chante un amour déchiré par la Seconde Guerre mondiale

### Essais
- Dare-no-tame-ni-aisuruka? (誰のために愛するか), meilleure vente avec 2 millions d'exemplaires
- Kairō-roku (戒老録 : « Note d'avertissement aux anciens ») sur la façon dont nous nous comportons dans la vieillesse
- II-hito-o-yameruto-raku-ni-naru (「いい人」をやめると楽になる : « Cessez d'être "gentil" et vous serez libéré »), collection d'épigrammes

## Prix littéraires
- 1980 : Prix Joryu Bungaku (prix de la littérature féminine), que Sono décline[2].
- 1997 : Prix Yoshikawa Eiji[2]
- 2012 : Prix Kan-Kikuchi[2]

## Engagements politiques et sociaux
- Sono est connue pour ses positions sociales conservatrices[2].
- En 1979, elle reçoit la Croix Pro Ecclesia et Pontifice[4], distinction du Saint-Siège.
- En 2000, elle invite Alberto Fujimori, ex-président du Pérou, à résider à son domicile.
- Après la mort de Ryōichi Sasakawa, chef politique de la droite et jusqu'au 30 juin 2005, date à laquelle son mandat expire après neuf ans et demi, Sono le remplace à la tête de la Nippon Foundation, fondation dont les fonds proviennent des 3 % pris sur les recettes des courses d'hydroplanes au Japon. En tant que présidente, elle s'engage à utiliser l'argent pour l'aide aux pays en développement. Elle est remplacée par Yohei Sasakawa.
- Elle est la fondatrice de l'ONG appelée Kaigai-senkyosha-katsudo-enjo-koenkai (JOMAS : Japan Overseas Missionaries Assistance Society) dont l'objet est d'aider les missionnaires catholique japonais à l'étranger[5].
- Elle reçoit le prix Japonais Personne de mérite culturel (文化功労者, bunka kōrōsha) en 2003[2], après que son mari en a été honoré en 1999.
- Elle est nommée directrice du conseil d'administration du Japan Post Holding Co. par Shizuka Kamei, ministre responsable de la réforme des Postes en octobre 2009.

## Source de la traduction
- (en) Cet article est partiellement ou en totalité issu de l’article de Wikipédia en anglais intitulé « Ayako Sono » (voir la liste des auteurs).